# Tungufjall (berg i Island, Norðurland vestra, lat 65,83, long -19,10)
Tungufjall är ett berg i republiken Island. Det ligger i regionen Norðurland vestra, 230 km nordost om huvudstaden Reykjavík. Toppen på Tungufjall är 986 meter över havet.
Trakten runt Tungufjall är nära nog obefolkad, med mindre än två invånare per kvadratkilometer. Närmaste större samhälle är Hofsós, omkring 17 kilometer nordväst om Tungufjall. Trakten runt Tungufjall består i huvudsak av gräsmarker.